# Bomolocha mandarina
Bomolocha mandarina är en fjärilsart som beskrevs av John Henry Leech 1900. Bomolocha mandarina ingår i släktet Bomolocha och familjen nattflyn. Inga underarter finns listade i Catalogue of Life.